# Борский краеведческий музей
Борский краеведческий музей — один из крупнейших сельских музеев Самарской области, расположен в с. Борское Борского района. Был создан в 1961 году энтузиастами-общественниками. Находится в бывшем купеческом доме, ныне — памятнике культуры регионального значения «Комплекс купцов Лыковых».

## О музее
Идея создания музея возникла еще в первые годы Советской власти. Но основанный в те годы музей просуществовал лишь до 1921 года. Часть экспонатов была передана в Бузулукский уездный историко-краеведческий музей. Другая часть (кости мамонта, кремневое оружие, предметы домашней утвари) осталась в краеведческом уголке Борской средней школы.
6 января 1961 года была проведена районная краеведческая конференция, на которую съехались все краеведы района. Тогда и приняли решение о создании в селе Борском народного историко-краеведческого музея. Первым директором музея был избран Леонид Иванович Якимов (1900—1981). Он руководил музеем с 1961 по 1973 годы. Музею отвели одну комнату в районном Доме культуры.
Совет музея через районную газету и местное радиовещание обратился к населению с просьбой принять участие в сборе исторических документов и экспонатов для музея. Работа по сбору материалов для музея увлекла очень многих людей самых различных возрастов и профессий. В короткий срок было собрано очень много материала. 1 мая 1962 года состоялось открытие музея для посетителей.
В дальнейшем сбором материалов по истории села Борское занялась его коренная жительница, Вера Сергеевна Мжельская (1918—2008), преподаватель истории Борской средней школы, Заслуженный учитель школы РСФСР. В музее хранится важный документ — летопись района, над которой долгие годы кропотливо работала Мжельская. Более 25 лет под руководством Веры Сергеевны работал краеведческий кружок. Продолжили краеведческую работу и пополнение фондов В. Ф. Сыромятникова и А. С. Егорова.
В 1976 году музею присвоено звание «Народного», а в 1980 году он стал музеем республиканского значения.
С 1985 года музей располагается в самом красивом старинном особняке села Борского, бывшем доме купца Николая Фёдоровича Лыкова, который вел торговлю хлебом не только в России, но и во Франции и Германии.
В разное время директорами музея были Л. И. Якимов, А. М. Степанова, А. С. Егорова, С. С. Соболев, В. Н. Катышев, Л. А. Гульдерова, О. П. Шебалдина, П. В. Зайцев, Л. В. Требунских. В настоящее время музеем руководит Надежда Константиновна Сурских.
С 2001 года музей вошёл в систему краеведческих музеев области и приобрёл статус муниципального.
В настоящее время собрание музея насчитывает около 20 тысяч предметов. В фондах музея имеются палеонтологическая и археологическая коллекции, коллекции глиняной посуды, старинной бытовой утвари, инструментов крестьянского труда, одежды, предметов военного быта, живописи, фотографии с конца XIX века, документы о людях и истории края. Фондовые коллекции постоянно пополняются.